# Липома
Липома (от греч. λίπος — жир), жировая опухоль, жировик — доброкачественная соединительнотканная опухоль; развивается в слое подкожной соединительной рыхлой ткани и может проникнуть вглубь между мышцами и сосудистыми пучками до надкостницы.
Опухоль мягкой консистенции, совершенно безболезненна и легко подвижна. Растёт медленно. Липома чаще встречается в местах, бедных жировой тканью: на верхней части спины, плечевом поясе, наружной поверхности плеча и бедра. Липома обычно не представляет опасности. Она не перерождается в рак. Однако липомы в подкожно-жировой клетчатке, хотя и достаточно редко, перерождаются в злокачественные новообразования соединительной ткани (липосаркомы); в молочной железе липосаркома — крайне редкое явление. Но последний вид липомы может интенсивно увеличиваться в размерах и деформировать молочную железу.
Разлитая липома (lipoma diffusum) — накопление без резких границ гроздевидных масс жира. Этому образованию обязано в большинстве случаев существование так называемого гигантского роста: одна или несколько конечностей достигают огромных размеров. Липомы, достигающие больших размеров или мешающие функции какого-либо органа, вылущиваются.

## Классификация липом по Казаряну В.М
Различают ряд клинических разновидностей липом:
- периневральная липома окружает нервы (всегда болезненная и тяжело удаляется);
- люмбосакральная липома (растет в спинномозговом канале или возле позвонков, часто сочетается с врожденным недоразвитием последнего);
- липома влагалищ, сухожилий и синовиальной оболочки сустава;
- межмышечные липомы (прорастают сквозь мышцы и возникают вновь в случае неполного удаления липомы);
- миолипома мягких тканей (редко бывает подкожной);
- ангиолипомы (чаще всего встречаются в почках; кожные ангиолипомы встречаются редко, как правило, болеют мужчины зрелого возраста, проявляется как плотный безболезненный подкожный узел на конечностях);
- аденолипома (вариант липомы с компонентами структур потовой железы, тяжело отличить от атеромы).

## Причина образования липом
Есть мнение, что важная роль в развитии липомы отводится метаболическим изменениям, обусловленным недостаточностью регуляторных белков-ферментов, однако следует разобраться, почему возникает недостаточность ферментов, или по-другому ферментопатия. А причина кроется в удвоении длинного плеча 12 хромосомы 12q13-15, где расположены локусы гена, ответственного за синтез белка ТАГ-липазы, единственная функция которого — расщепление жиров на энергию и воду. То есть впервые установлено, что липомы растут не из-за чрезмерного депонирования жиров в адипоцитах, а из-за блокировки путей расщепления жиров.
Семейный липоматоз наследуется по аутосомно-доминантному типу и проявляется в молодом возрасте.

## Дифференциальная диагностика
Иногда липому сложно отличить от атеромы, гигромы, лимфаденита, других доброкачественных новообразований кожи.

## Лечение

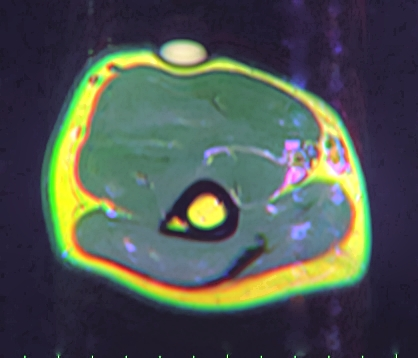
Подкожная липома на МРТ руки. T2 TSE в красном канале, T1 TSE в зелёном канале, T2 STIR в синем канале.

Как правило, лечение липомы не требуется, за исключением болезненных или затрудняющих движение опухолей. При больших размерах образования удаление производится из эстетических соображений.
Обычно выполняется энуклеация опухоли (вылущивание), реже (при подозрении на рак молочной железы) — секторальная резекция молочной железы. Небольшие размеры могут самостоятельно рассасываться под действием тепла, например в сауне.
Разрабатываются новые методы для удаления липом без оставления рубцов. Одним из методов являются инъекции вызывающих расщепление жиров соединений, таких как стероиды.

## Видео
- Удаление большой липомы на бедре при липоматозе
- Липоматоз. Удаление 7 липом на руке